# 조시 데이비스

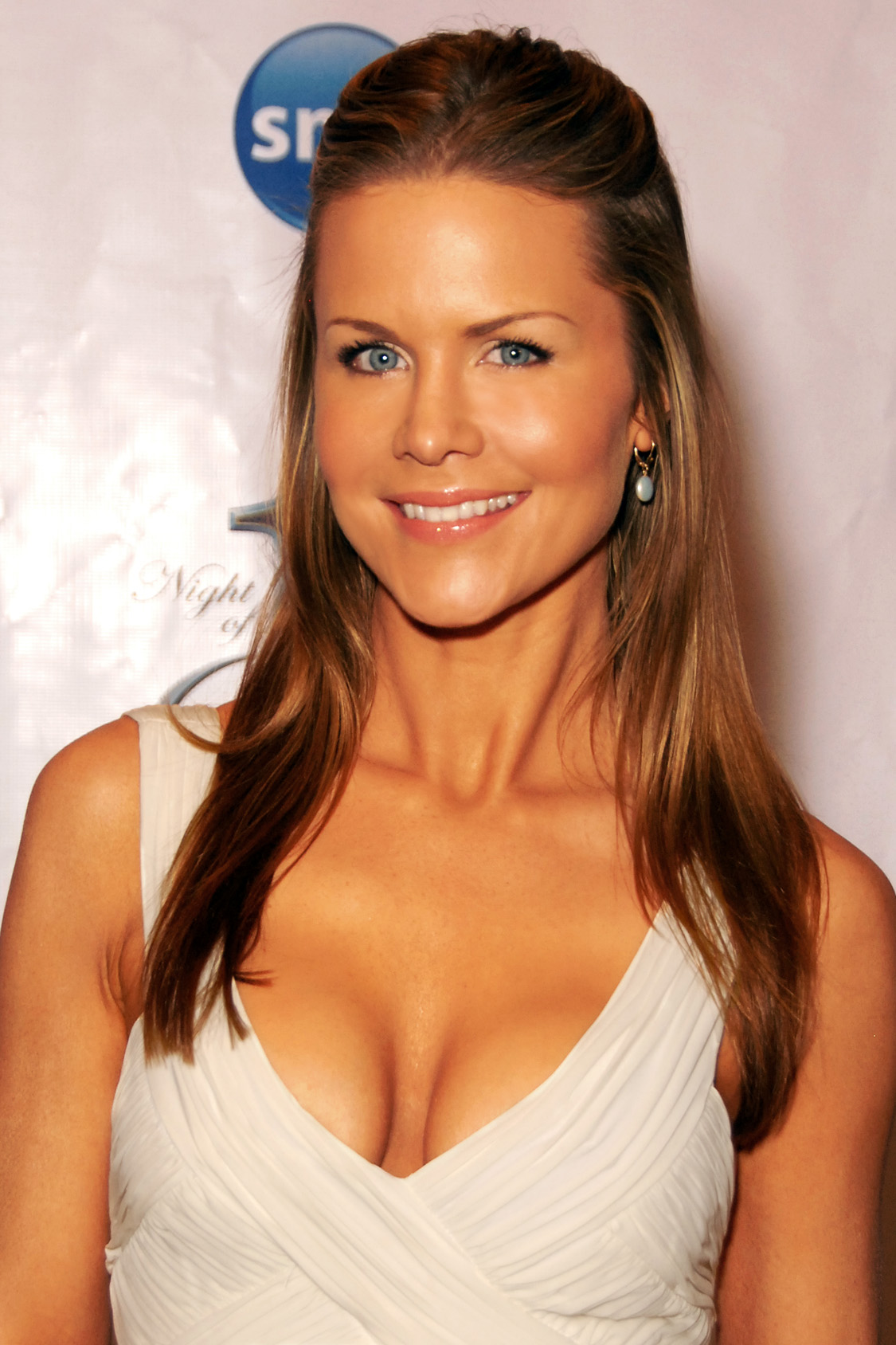

조시 데이비스(Josie Davis, 1973년 1월 16일 ~ )는 미국의 영화 프로듀서, 텔레비전 배우, 영화배우이다.
로스앤젤레스에서 태어났다.

## 방송
- 피어 잇셀프

## 영화
- 위자드림 (2018년) - 에빌 퀸 멜리사 역
- 섹스코치 (2014년)
- 더티 티쳐 (2013년) - 몰리 역
- 더 퍼펙트 스튜던트 (2011년) - 타라 역
- 더 어센트 (2010년)
- 시듀스드 바이 라이 (2010년)
- 트러블 위드 로맨스 (2009년)
- 퍼펙트 어시스턴트 (2008년)
- 인 더 랜드 오브 메리 미스핏츠 (2007년) - 그웬들린 역
- 캐롤라이나 문 (2007년)
- CSI - 뉴욕 (2004년)
- 소니 (2002년) - 그레첸 역
- 아웃룩 굿 (1999년)
- 배지 오브 피어 (1997년)
- 비버리힐즈의 아이들 (1990년)
- 더 영 앤 더 레스트리스 (1973년)